# Hamburger Dom

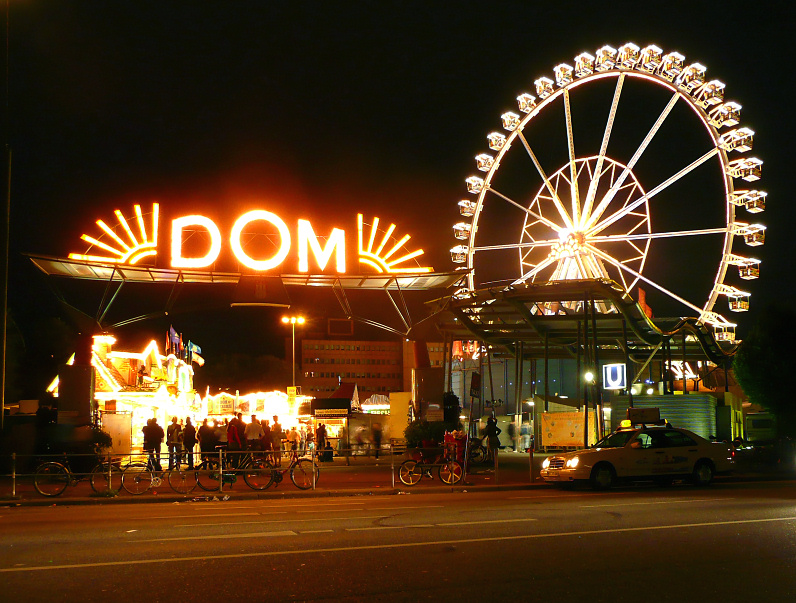
L'ingresso del Dom in una serata del 2008.

Hamburger Dom, o localmente semplicemente Dom, è una grande fiera di giostre che si tiene tre volte l'anno nella zona di Heiligengeistfeld nella città tedesca di Amburgo. La fiera si svolge in primavera, estate ed autunno ed attrae in totale circa dieci milioni di visitatori, risultando la più grande e più lunga (91 giorni all'anno) fiera di giostre della Germania.

## Storia
La prima testimonianza di un mercato davanti al Duomo di Amburgo (in tedesco Hamburger Dom) risale al 1329, in principio solo durante il periodo natalizio. A seguito della riforma protestante nel sedicesimo secolo la fiera si tenne anche in altri periodi dell'anno. Dopo la demolizione della cattedrale nel 1807 la fiera si tenne a Gänsemarkt (letteralmente "mercato delle oche") mantenendo il vecchio nome di Hamburger Dom. Dal 1892 la fiera si tiene a Heiligengeistfeld (in italiano Campo dello Spirito Santo). Le tre edizioni annuali prendono rispettivamente il nome di:
- Winterdom o Dommarkt (in italiano: fiera d'inverno o mercato del Duomo): 30 giorni nel tardo autunno;
- Sommerdom o Hummelfest (in italiano: fiera d'estate o mercato di Hummel): dal 1947 dura 31 giorni in estate;
- Frühlingsdom (in italiano: fiera di primavera): dal 1948 dura 30 giorni in primavera.